# Кожа для барабана, или Севильское причастие
«Кожа для барабана, или Севильское причастие» (исп. La piel del tambor)  — роман Артуро Переса-Реверте, изданный в 1995 году испанским издательством «Alfaguara». 

## Сюжет
В церкви Пресвятой Богородицы, слезами орошённой, погибли два человека. Первым умер муниципальный архитектор Пеньюэлас, который должен был составить заключение для мэрии об аварийном состоянии здания церкви. Находясь на кровле здания, Пеньюэлас неосторожно облокотился о гнилые деревянные перила. Перила проломились, и архитектор упал с большой высоты. Вторым оказался священник, отец Урбису — один из секретарей местного архиепископа. На его голову упал большой кусок штукатурки. С точки зрения полиции, эти смерти — задокументированные несчастные случаи. 
Скандал начался, когда в компьютерную сеть Ватикана проник некий хакер. Он оставил в папском компьютере письмо. В этом послании говорится: «церковь оставлена церковными и светскими властями и убивает, чтобы защитить себя». Этому хакеру администраторы ватиканской сети присвоили условное наименование «Вечерня» («Vísperas»). Чтобы разобраться в ситуации, ватиканские власти отправили в Севилью следователя по имени Лоренсо Куарт.
В конце повествования к двум погибшим добавляется ещё один труп. Лоренсо Куарт разгадал все загадки, связанные с храмом Пресвятой Богородицы. Он вычислил, кто является убийцей и по какой причине произошло убийство. Кроме того, он раскрыл личность хакера «Вечерня», и своими глазами увидел компьютер и модем, с которых совершилось проникновение в ватиканскую сеть. Однако Куарт не счёл нужным доводить эту информацию до своего руководства, поставив тем самым крест на своей карьере.
Все персонажи настоящего романа — священники, банкиры, пираты, герцогини и мошенники — являются вымышленными, как и описываемые в нем события, так что какое бы то ни было сходство их с реальными лицами и фактами следует считать случайным. Здесь всё — выдумка, за исключением сцены, на которой разворачивается действие. Никто не смог бы выдумать такого города, как Севилья.
— так начинается роман 
Главная тема книги —  выбор человека между служебным долгом и долгом совести. Этот выбор делает и  главный герой книги — ватиканский следователь Куарт. Его послали в Севилью расследовать случившееся и действовать в интересах Ватикана. Но он встал на сторону справедливости, нарушив предписания начальства, но исполнив долг, который предписывала ему совесть.
Название «Кожа для барабана» объясняется в тексте словами персонажа — отца Ферро: 
«Пусть такие священники, как я, кажутся вам ничтожествами, и пусть даже это правда, но все же мы нужны… Мы — старая, латаная-перелатаная кожа того барабана, что всё ещё разносит по свету гром славы Божией. И только сумасшедший способен позавидовать подобной тайне…»

## Персонажи
Отец Лоренсо Куарт (исп. Lorenzo Quart) — священник, следователь и дознаватель Института Внешних дел при Ватикане. Служит в Институте не менее десяти лет. Испанец. Гражданин Ватикана, поэтому по  Испании перемещается с дипломатическим паспортом. 38 лет, выглядит старше. Дисциплинирован, пунктуален и точен. Одевается в штатское. 
Макарена Брунер (исп. Macarena Bruner) — дочь герцогини Крус Брунер, высокая красивая женщина 35 лет.  
Крус Брунер (исп. Cruz Bruner) — герцогиня дель Нуэво Экстремо. Полное имя Мария-Крус-Эухения Брунер де Лебриха-и-Альварес де Кордоба. Её возраст 70 лет. Мать Макарены Брунер. Принадлежит к числу двенадцати самых аристократических и влиятельных семейств Испании. Владелица замка «Каса дель Постиго».  
Дон Акилино Корво (исп. Aquilino Corvo) — архиепископ Севильский. Не скрывает, что при секуляризации храма Пресвятой Богородицы, слезами орошённой его епархия получит значительные отступные: будет построена ещё одна церковь (за городом), кроме того ожидается большой благотворительный взнос. Его лояльность к банку «Картухано» была куплена с помощью секретного доклада (с фотографиями) о поведении некоторых его подчинённых, опубликование этого доклада обозначало бы катастрофу для Севильской епархии.
Отец Приамо Ферро (исп. Príamo Ferro) — настоятель храма Пресвятой Богородицы, слезами орошённой, пожилой человек. Ревностно служит мессу. До того, как занять место в храме Пресвятой Богородицы, двадцать пять лет служил в горах, в отдалённой деревне. Живёт в церкви, в жилой комнате над ризницей, без особых удобств. Увлечение, не связанное со службой — астрономия: для наблюдений за звёздами использует старинный телескоп-рефрактор, установленный на голубятне замка «Каса дель Постиго».
Отец Оскар Лобато (исп. Óscar Lobato) — викарий храма Пресвятой Богородицы. 26 лет. Был одним из секретарей епископа. Поставлен в штат храма с целью оказать давление на отца Приамо Ферро. Пообщавшись с доном Приамо,принял его сторону. Епископ воспринял такое изменение мнения подчинённого как предательство, за что покарал Оскара Лобато переводом из Севильи в Альмерию — удалённую местность в районе мыса Гата.
Сестра Грис Марсала (англ. Gris Marsala) — американка, архитектор-реставратор, подруга Макарены Брунер. Проводит работы в том самом храме Пресвятой Богородицы, слезами орошённой. 46 лет, издали выглядит моложе. В 18 лет постриглась в монашеский орден. Изучала архитектуру и изобразительное искусство в университете Лос-Анджелеса; преподавала в Санта-Барбаре. Испытала глубокий личный кризис; хотя и является монахиней, предпочитает об этом не распространяться.  
Дон Октавио Мачука (исп. Octavio Machuca) — финансист, президент и владелец банка «Картухано». Большой приятель герцогини Крус Брунер. Его возраст приближается к 80, он собирается на покой. Друг покойного отца Макарены Брунер, крестный отец Макарены. В молодости был влюблён в её мать, поэтому к Макарене относится как к дочери. 
Пенчо (Фульхенсио) Гавира (Pencho Gavira, полное имя Fulgencio Gavira) — финансист, банкир, вице-президент банка «Картухано». Выдвинулся на столь престижное место благодаря своему уму, напористости, изворотливости, неимоверному чутью. Планирует и осуществляет крупные операции. Довёл до банкротства конкурирующий банк «Поньенте», что позволило «Картухано» поглотить конкурента и завладеть его активами за бесценок. 
Селестино Перехиль (исп. Celestino Peregil) — бывший частный детектив, а ныне подручный, телохранитель, порученец и мальчик на побегушках у Пенчо Гавиры. Озабочен стремительно прогрессирующей лысиной. Страдает от язвы желудка. Игровая зависимость перешла у него в манию — проигрывает в рулетку не только свои личные сбережения, но и деньги, выделяемые ему Пенчо Гавирой на выполнение операций по давлению на неугодных Гавире лиц. Ему подчинена троица дона Ибраима.
Симеон Навахо (исп. Simeón Navajo) — старший следователь полиции Севильи. Невысок, очень худ. Круглые очки, пышные усы, длинные волосы, которые следователь либо заплетает в торреадорскую косичку, либо носит наподобие конского хвоста. Носит  штатный пистолет 357 Magnum в мавританской кожаной сумке. По этой причине, а также из-за «конского хвоста», коллеги называют его «Мисс Магнум». 
Онорато Бонафе (исп. Honorato Bonafé) — репортёр светского еженедельника. Его имя и фамилия выражают авторскую иронию (переводятся как «Честный Порядочный»). Довольно высок, очень толст, много потеет. Лицо обрюзгшее, тройной подбородок, сальные волосы. Маленькие глазки, набрякшие веки. Маленькие дряблые руки. Не брезгует подкупом, шантажом и слежкой, чтобы получить сенсационный материал. 

### Троица дона Ибраима
Дон Ибраим (исп. don Ibrahim) — нанят Селестино Перехилем для выполнения грязных поручений Пенчо Гавиры. Высок и очень толст. Вальяжно медлителен, но может передвигаться быстро. Густые усы постригает на английский манер. Ходит в белом костюме и широкополой шляпе. В руке обычно держит трость с серебряным набалдашником — якобы подарок Марии Феликс. Его зажигалка якобы подарена ему Гарсиа Маркесом. Часы он якобы выиграл в покер у Эрнеста Хемингуэя. Костюм, шляпа, пара белых рубашек, трость, зажигалка, гильотина для сигар, якобы подаренная ему, — единственное его имущество. Некогда подвизался в амплуа адвоката, но выяснилось, что у него даже нет адвокатского образования. Поэтому его называют экс- и лжеадвокатом одновременно.
Удалец из Мантелете (исп. Potro del Mantelete) — подручный дона Ибраима. Невысокий мускулистый мужчина лет сорока пяти. Сломанный нос, брови, иссечённые шрамами В молодости был неудачливым тореадором, а затем боксёром в наилегчайшем весе. Многочисленные травмы повредили его разум. Не способен планировать свои действия, зато досконально исполняет распоряжения дона Ибраима. Такая тупость Удальца не раз служила возникновению анекдотичных ситуаций. Живёт на списанном катере.
Красотка Пуньялес (исп. La Niña Puñales) — подручная дона Ибраима. Уже стареющая певица, исполняла испанские народные песни, некогда была знаменита и популярна. Цыганская внешность: нос горбинкой, очень чёрные волосы. Использует непомерное количество косметики и огромное количество духов «Мадерас де Орьенте». Волосы укладывает в характерную испанскую причёску с завитком на лбу. От огромного количества выкуриваемых сигарет и выпиваемого вина её голос стал хриплым. Единственная из троицы имеет собственное жильё.

## Место действия
Действие происходит в девяностые годы XX века. 
Храм Пресвятой Богородицы (исп. Nuestra Señora de las Lágrimas) в Севилье — центр всех событий романа.  Храму больше трёхсот лет, он построен на земле герцогов дель Нуэво Экстремо, в самом центре города. Каждый квадратный метр под зданием храма стоит очень дорого. На эту землю уже давно имеет планы местный финансовый воротила Пенчо Гавира, вице-президент банка «Картухано». Согласие епископа Севильи на отчуждение (секуляризацию) храма от церковного имущества тоже получено. Городская администрация в кулаке у Гавиры и проголосует так, как он захочет. Однако существует юридическая закавыка, обойти которую не удаётся. Покойный герцог Гаспар Брунер де Лебриха дель Нуэво Экстремо оставил завещание. В завещании прописано, что земля под храмом не может быть отчуждена, пока каждый четверг по покойному герцогу там проводится заупокойная месса. При этом отец Ферро, настоятель храма, проводит мессу не только в четверг, но и в остальные дни недели, а по воскресеньям дважды. Увещеваний со стороны архиепископа отец Ферро не слышит, ни в какие сделки с банком «Картухано» не вступает. Таким образом, з-за упрямства старого падре множество солидных людей в городе не могут получить жирный куш. Им остаётся только ждать, пока старый священник не совершит ошибку. Поэтому каждый четверг во время мессы на задней скамье сидят два человека: они следят, не будет ли допущена какая-либо неточность или ошибка, которая развяжет руки банкиру и архиепископу. 

## Отзывы и критика
Критик «Русского Журнала» называет роман «гротескно-реалистической притчей о святом стяжательстве и подвижническом безверье» и сравнивает главного героя с Жюльеном Сорелем.
Все рецензенты отмечают важность места действия в романе и особое значение Севильи — «андалусской столицы, пахнущей апельсинами, сложенной из витражных осколков ослепительного солнца и влажного сумрака»:
Чтобы выразить всю силу непосредственного воздействия, передать всю мощь соблазна, достаточно указать на некие безошибочно узнаваемые знаки, то есть не просто ясно очерченные формы, но формы, воплощающие некую нематериальную сущность, например, Севилью. Но любая магия при свете дня оборачивается банальным похмельем — так что роман заканчивается ничем, тягостной пустотой.
— Роман Ганжа
Детектив оборачивается в итоге романом «о нравственных исканиях». Правда, при этом остаётся детективом (в конце мы узнаем, кто посмел потревожить святейшие файлы) и никак не теряет своей занимательности, чему немало способствует наличие великолепной троицы второстепенных персонажей. Эти севильские искатели приключений, чьи имена звучат как песня (вслушайтесь: дон Ибраим, Красотка Пуньялес, Удалец из Мантелете), вызывают у читателя лёгкую ностальгию по открыточной Испании, населённой исключительно тореадорами и танцовщицами фламенко.
—ПИТЕРbook
Одна из достопримечательностей храма — деревянная статуя Девы Марии, вырезанная Хуаном Мартинесом Монтаньесом. Статуя старше церкви на целый век. На лице, короне и покрывале статуи видны двадцать «слезинок», выполненных из жемчуга. Этот жемчуг — часть трогательной истории, разыгравшейся в Севилье между дочерью герцога Экстремо, Карлотой Брунер, и безвестным моряком, капитаном доном Мануэлем Ксалоком.

## Экранизации
В 2007 году на канале Antena 3 вышел сериал «Куарт» по мотивам романа Переса-Реверте. Главные роли исполнили Роберто Энрикес (Лоренсо Куарт) и Ана Альварес (Макарена Брунер). Осенью 2022 года состоялась премьера новой экранизации романа — фильма «Человек из Рима» — с Ричардом Армитеджем и Амайей Саламанкой в главных ролях.

## Русские переводы
Перевод на русский язык выполнен Натальей Кирилловой и впервые опубликован в 2000 году издательством «Новости» в серии «Мировой бестселлер» (ISBN 5-7020-1087-6, тираж 4 тысячи экземпляров), затем переиздавался в 2001 году в серии «Bibliotheca stylorum» издательства «Азбука», ISBN 5-267-00564-9.